# Gershon Galil
Pour les articles homonymes, voir Galil.
Gershon Galil est un professeur d’études bibliques et d'histoire ancienne à l'université de Haïfa, en Israël. Il est docteur de l'université hébraïque de Jérusalem.
Dans un de ses livres, il propose une nouvelle chronologie des rois d'Israël et de Juda qui diffère des chronologies plus traditionnelles de William F. Albright et d'Edwin R. Thiele.
Il participe aux tentatives de traduction des plus anciennes inscriptions paléo-hébraïques connues. En 2010, il propose une lecture d'un tesson de poterie peint de cinq lignes d'écriture trouvé à Khirbet Qeiyafa. Sa traduction est contestée par l'équipe de fouilles et d'autres versions sont proposées.
En 2023, il co-publie une traduction de quelques signes gravés sur un objet en plomb exhumé sur un tumulus du mont Ebal en Samarie . Sa proposition est elle aussi contestée.